# Triviallitteratur
Triviallitteratur er en fællesbetegnelse for litterære værker, især romaner, som er masseproducerede med det formål at underholde læseren. Triviallitteraturen udbredes især efter industrialiseringen, hvor det monotone arbejde skabte behov for afslapning i fritiden. 

## Historisk baggrund
Skillingsvisen og Den gotiske roman nævnes som tidlige eksempler på litteratur, der har trivielle træk: Handlingen er skematisk, personerne er skabeloner, og sproget er umiddelbart tilgængeligt. Indhold blander fantasi og virkelighed, således at læseren både får mulighed for et gys og for at genkende et mønster, som gentages i andre romaner af samme type. 
I 1800–tallet skelnede litteraturkritikere ikke systematisk mellem forskellige genrer, og folkelig eller triviel litteratur blev en nedsættende betegnelse om værker, der ikke levede op til de gældende normer for kunsten. Bl.a. blev værker af Charles Dickens og Steen Steensen Blicher anset for kunstnerisk underlødige.. Triviallitteratur benyttes i forlængelse af denne tradition stadig som et nedsættende udtryk, som en betegnelse for dårlig kvalitet.

### Udviklingen efter anden verdenskrig
Efter anden verdenskrig begyndte begrebet triviallitteratur at indgå i faglige analyser, især i forbindelse med den øgede anvendelse af genrebestemmelser. Denne indfaldsvinkel var bl.a. udgangspunkt for et forsøg på at stigmatisere kriminalromanen som generelt underlødig. Kriminalromanens popularitet blev opfattet som et udtryk for dårlig smag, ligesom føljetoner i ugebladene med bl.a. kærlighedsromaner blev opfattet som et kulturelt tilbageskridt.
Tegneserier, spionromaner, action, sciencefiction og porno er andre eksempler på genrer, som er blevet defineret som triviallitteratur.  Når sådanne afgrænsninger skabte problemer, fordi anerkendte forfattere udgav værker indenfor disse genrer, gav det anledning til lange diskussioner om genrebestemmelse.
Med postmodernismens udbredelse efter 1970, hvor magi, eventyr og overtro ikke længere blev anset for virkelighedsflugt, men som en del af menenskelivets vilkår, opgav de fleste kritikere at genrebestemme triviallitteraturen. I stedet foreslog nogle, at skellet mellem ”rigtig” litteratur og triviallitteratur burde bestemmes ud fra indholdsmæssige kriterier. Tzvetan Todorov definerer ægte litteratur som “ethvert værk, [der] forandrer totaliteten af mulige værker, hvert nyt eksemplar ændrer arten”.  Alle andre litterære værker definerer Todorov som trivial- eller masselitteratur. Hvis dette tages bogstaveligt, er langt de fleste romaner trivielle.
Todorovs definition retter opmærksomheden mod fortælleteknikken som det afgørende kriterium for, hvad der er ”rigtig” litteratur og hvad, der er triviallitteratur. Forskellen er kortfattet udtrykt mellem dem, der vil skabe noget nyt og dem, der blot viderefører kendte klichéer.